# Ramón Tapia
Ramón Tapia Zapata, född 17 mars 1932 i Antofagasta, död 11 april 1984, var en chilensk boxare.
Tapia blev olympisk silvermedaljör i mellanvikt i boxning vid sommarspelen 1956 i Melbourne.